# أندرو كوجي
أندرو كوجي هو ممثل بريطاني ولد في 10 نوفمبر 1987.

## روابط خارجية
أندرو كوجي على موقع IMDb (الإنجليزية)
- أندرو كوجي على موقع ميتاكريتيك (الإنجليزية)
- أندرو كوجي على موقع قاعدة بيانات الأفلام العربية
- أندرو كوجي على موقع ألو سيني (الفرنسية)
- أندرو كوجي على موقع قاعدة بيانات الفيلم (الإنجليزية)